# Свети Илия (Церово)
Вижте пояснителната страница за други значения на Свети Илия.
„Свети Илия“ (на македонска литературна норма: „Свети Илија“) е възрожденска православна манастирска църква в демирхисарското село Церово, Северна Македония. Църквата е под управлението на Крушевско-Демирхисарската епархия на Македонската православна църква.
Църквата е построена в 1875 година. В архитектурно отношение е еднокорабна сграда с дървен свод и полукръгла апсида с малко прозорче на изток. Иззидана е от ломен камък, като венецът и отворите са от дялан бигор. Западната стена е измазана, а другите фасади са фугирани. Покривът е с керемиди, а този на апсидата с каменни плочи. Входът е от запад, а над него е изписан в ниша Свети Илия. Иконостасните икони са от XIX век. В храма няма стенописи.